# Trichodonia dulcis
Trichodonia dulcis – gatunek chrząszcza z rodziny kusakowatych i podrodziny Aleocharinae.
Gatunek ten został opisany w 1977 roku przez Horace'a Ruperta Lasta. W 1982 roku D. Kirsten i H. R. Jacobson dokonali jego redeskrypcji.
Owad myrmekofilny, związany z mrówkami z podrodzaju Dorylus (Anomma).
Chrząszcz afrotropikalny, znany z Demokratycznej Republiki Konga i Zambii.